# Andrzej Samborski
Andrzej Stanisław Samborski (ur. 1958 w Zamościu) – polski agronom i geograf, doktor habilitowany nauk rolniczych, profesor uczelni w Uczelni Państwowej im. Szymona Szymonowica w Zamościu i jej rektor w latach 2016–2021.

## Życiorys
Absolwent II Liceum Ogólnokształcącego im. Marii Konopnickiej w Zamościu. W 1981 ukończył studia na Uniwersytecie Marii-Curie Skłodowskiej. Doktoryzował się w 1990 na UMCS na podstawie rozprawy: Zróżnicowanie wilgotności gleby pod różnymi uprawami w zależności od ich rozwoju i warunków meteorologicznych, której promotorem był profesor Józef Kołodziej. Stopień naukowy doktora habilitowanego uzyskał w 2003 na Akademii Rolniczej w Lublinie w oparciu o pracę zatytułowaną: Agrometeorologiczne uwarunkowania pojawiania się chorób grzybowych na częściach nadziemnych pszenicy ozimej na Zamojszczyźnie w latach 1976–1995.
Po ukończeniu studiów podjął pracę w Akademii Rolniczej w Lublinie, przekształconej później w Uniwersytet Przyrodniczy. Związany był z Instytutem Nauk Rolniczych i powstałym w jego miejsce Wydziałem Nauk Rolniczych w Zamościu. W 2009 pełnił obowiązki kierownika Katedry Agrometeorologii, zaś w latach 2012–2013 kierował Zakładem Ochrony i Kształtowania Środowiska na WNR w Zamościu. Ponadto zatrudniony w Państwowej Wyższej Szkole Zawodowej w Zamościu, przekształconej w Uczelnię Państwową im. Szymona Szymonowica. W latach 2016–2021 pełnił funkcję rektora zamojskiej uczelni.
Specjalizuje się w agroklimatologii, meteorologii i klimatologii. Opublikował ponad 150 prac naukowych i popularnonaukowych.
W 2004 został odznaczony Brązowym Krzyżem Zasługi.